# Seondalsan
Seondalsan (koreanska: 선달산, Sŏndal-san) är ett berg i Sydkorea. Det ligger i den centrala delen av landet, 160 km öster om huvudstaden Seoul. Toppen på Seondalsan är 1 236 meter över havet, eller 458 meter över den omgivande terrängen. Bredden vid basen är 22,2 km.
Terrängen runt Seondalsan är huvudsakligen kuperad. Runt Seondalsan är det ganska glesbefolkat, med 28 invånare per kvadratkilometer. I omgivningarna runt Seondalsan växer i huvudsak blandskog.